# Thomas Mobley
Thomas LaMont Mobley (Charlotte, 12 marzo 1981) è un ex cestista statunitense, professionista in Europa.